# Серф
Серф (англ. Surf music) — напрямок американської популярної музики, що асоціюється з серф-культурою, зокрема в Південній Каліфорнії. Піонерами стилю були Дік Дейл та Beach Boys.
Серф музика включає два різновиди:
- Серф-поп (Surf pop music, іноді також «beach music»), що включає серф-балади, а також танцювальну
- Серф-рок (Surf rock), переважно інструментальний, мелодію грає електрогітара або саксофон.

Більшість видатних серф-гуртів грали як серф-поп, так і серф-рок, тому серф розглядається як єдиний напрямок, що має два різновиди. Записи серф-музики більшою мірою належать колективам ніж окремим виконавцям.
Серед найвідоміших колективів, що виконували серф, слід перш за все відмітити гурти The Beach Boys (їхні пісні «Surfin' U.S.A.» (1964), «Catch a Wave», «I Get Around» (1964), «Do It Again» (1969) є яскравими прикладами серфу) і Jan and Dean (відомий своїм хітом «Surf City»).